# Parc Nacional de Reinheimen
El Parc Nacional de Reinheimen (en noruec: Reinheimen nasjonalpark) és un parc nacional de Noruega que va ser establert el 2006. El parc es compon de 1,969 quilòmetres quadrats, que protegeixen una zona d'alta muntanya. Es troba als comtats de Møre og Romsdal i Oppland, a l'oest de Noruega. El parc inclou parts dels municipis de Lesja, Skjåk, Vågå, Lom, Norddal, i Rauma. El parc consta de gran part de la serralada Tafjordfjella, així com l'hàbitat de rens a la part nord de la vall d'Ottadalen.
El parc és un dels espais naturals més grans encara intactes al sud de Noruega. Gran part de l'ecosistema alpí original segueix intacte, incloent els rens salvatges, goluts, àguiles daurades, falcons grifons i perdius. El parc es compon de nombroses muntanyes i valls. Les muntanyes més altes del parc són de més 2.000 metres sobre el nivell del mar. El paisatge de Reinheimen és extremadament variat. A l'oest, és molt dramàtic, amb pics punxeguts i crestes tallades, i rius que flueixen ràpidament. Cap a l'est, el terreny està en pendent més suau, amb altiplans i valls més amplis i rius que flueixen més lentament. Una sèrie de rius, entre ells el Rauma, tenen les seves fonts a Reinheimen.